# André Vermare
Pour les articles homonymes, voir Vermare.
André Vermare est un sculpteur français né le 27 novembre 1869 dans le 5e arrondissement de Lyon et mort le 7 août 1949 à Bréhat.

## Biographie
André-César Vermare est le fils de Pierre Vermare, qui tient une entreprise d’objets et de sculptures religieuses, et d'Anna Vermare, née Pétreling. Grâce à cette ascendance artistique, il s'intéressa très tôt à l'art et hérita d'un certain talent pour les représentations religieuses et classiques.
Aspirant à la sculpture à l'École nationale des beaux-arts de Lyon en 1885, il y est admis l'année suivante et devient élève de Charles Dufraine. Il y obtient sa première récompense en 1889, une médaille d'or.
À Paris, en 1891, il est admis premier à l'École des beaux-arts et devient élève d’Alexandre Falguière, de Laurent Marqueste et d'Alfred-Désiré Lanson. Il expose au Salon des artistes français dès 1892 et reçoit une mention honorable, puis le prix Chenavard en 1894 pour sa statue Giotto enfant. Après un second grand prix de Rome en 1897 pour Orphée et Eurydice, il obtient, en 1899, le premier prix de Rome pour Adam et Ève retrouvant le corps d’Abel.  
Récompense de son premier prix, il séjourne à Rome à la villa Médicis entre 1900 et 1903, où il côtoie notamment Tony Garnier, dont il réalisera un buste en bronze. Toutes ses productions font l'objet d'achats par l'État. Il y produit entre autres une de ses œuvres les plus magistrales, Le Rhône et la Saône, qui fut placé à l'entrée du palais de la Bourse à Lyon. Cette sculpture vaudra à Vermare la première seconde médaille du Salon de 1905, tout comme une autre de ses sculptures de 1903, Suzanne.
En 1906, il obtient finalement la première médaille du Salon grâce à son groupe Les Vendanges. La même année, il est lauréat, hors concours, de l'Académie des beaux-arts, et il devient membre du jury du Salon et de celui de l'École des beaux-arts de Paris.
Dans les années 1900, Vermare prend pour modèle une fille de boucher polonais installé à Paris pour réaliser notamment sa statue de Jeanne d'Arc. Ils finiront par se marier avant de rencontrer le pape Pie X pour lui présenter la statue de la sainte française.  
André Vermare collabore avec son père et son frère puîné, Frédéric, dans l’entreprise familiale, la Maison Vermare - Statuaire, orfèvrerie, ornements, bronzes, et produit plusieurs statues religieuses. Il accepte de nombreuses autres commandes et mène une carrière nationale tout en produisant beaucoup à Lyon. La manufacture de Sèvres édite plusieurs céramiques à partir de ses travaux.
Il achète entre 1906 et 1910 une ferme et des terrains à l’Île-de-Bréhat au lieu-dit Pen-ar-Bout, où il fait construire une résidence d'été. Dans les années 1930, il vend sa maison d’Auteuil, la Villa Montmorency, et se retire définitivement à Bréhat, où il meurt le 7 août 1949.

## Œuvre

### Statues
Nemours, Château-Musée :

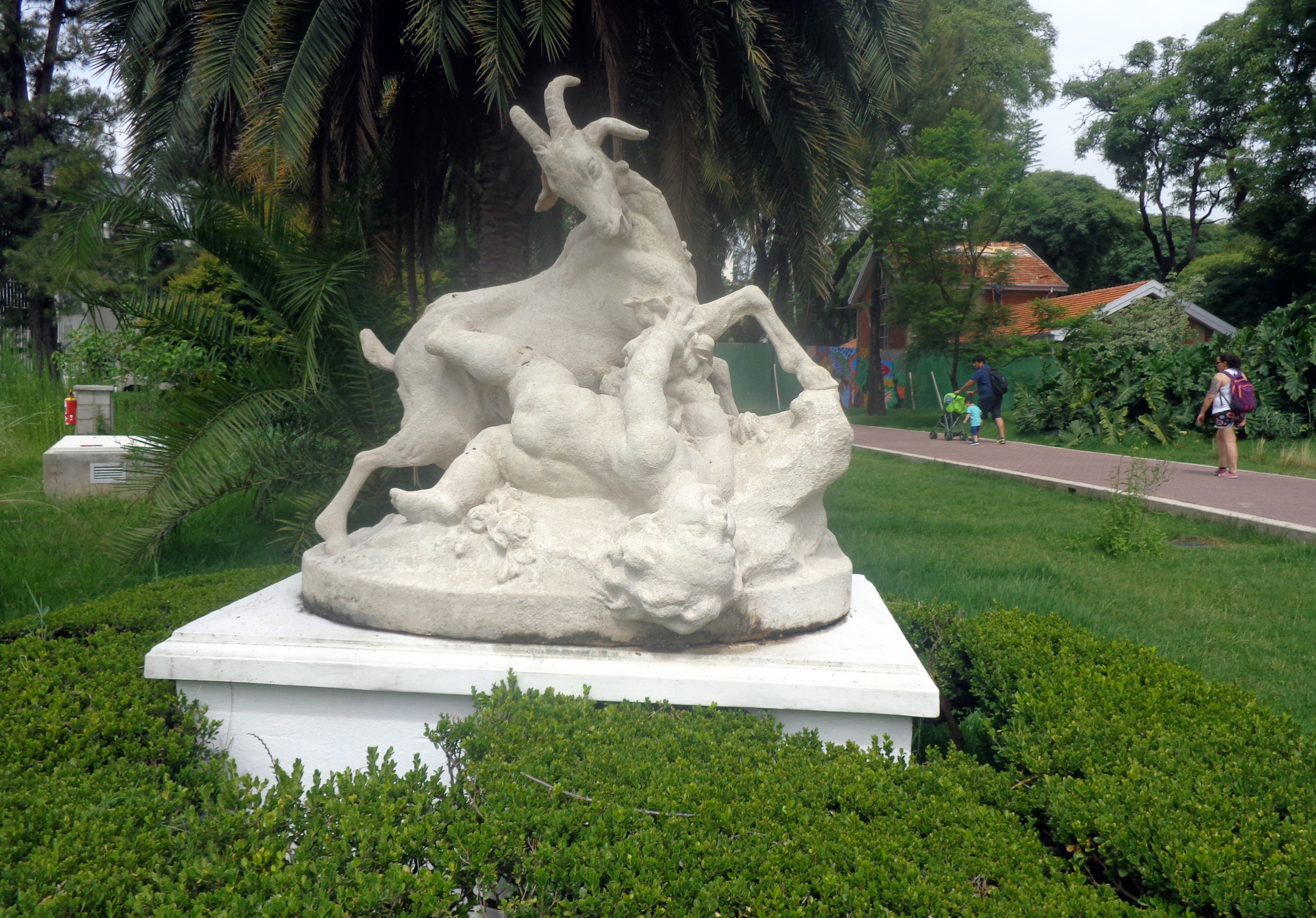
Amalthée et Jupiter, Zoo de Buenos Aires.

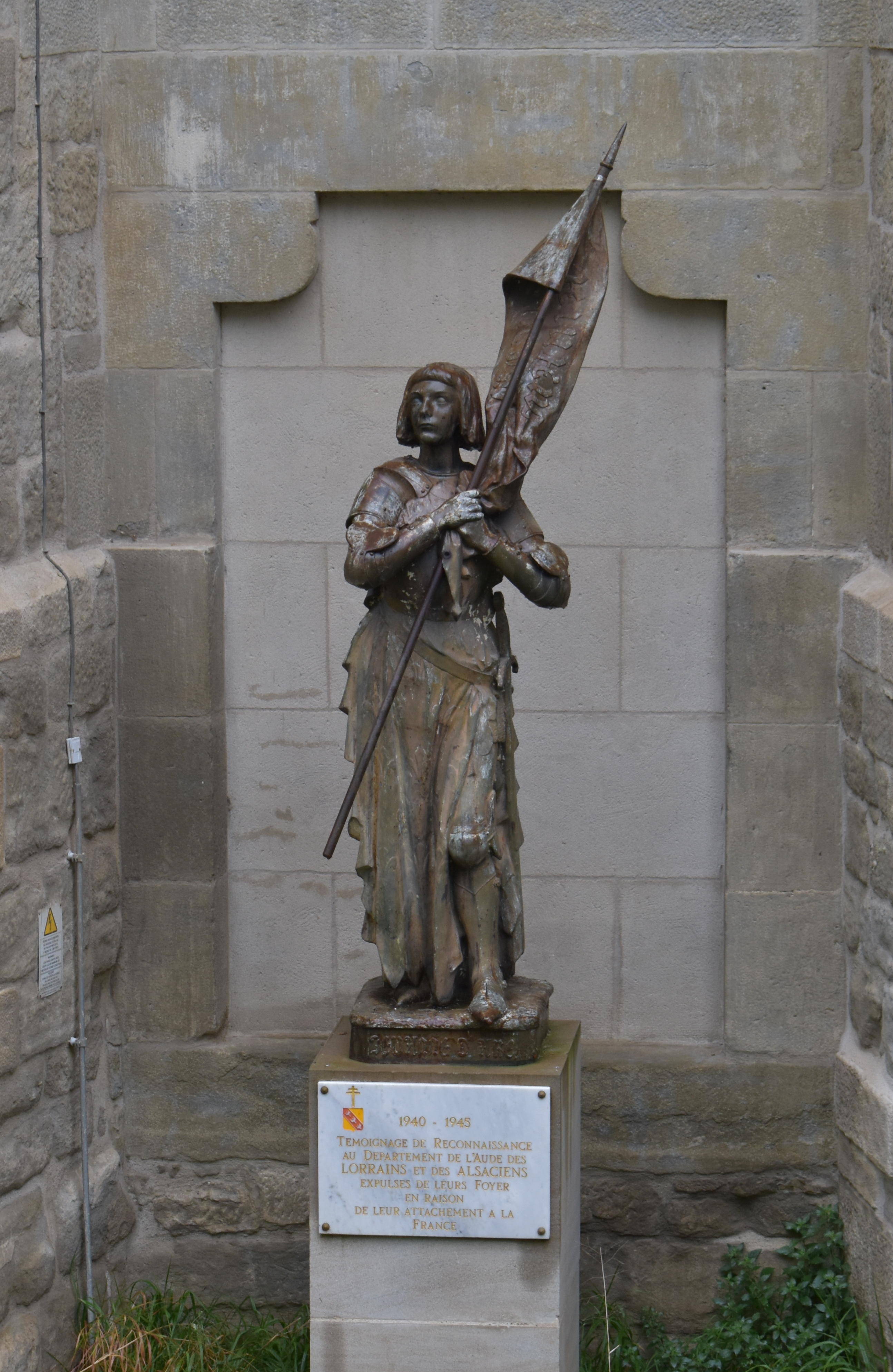
Jeanne d'Arc au sacre (1909), cathédrale Saint-Michel de Carcassonne.

- Suzanne, 1905, plâtre. Inv. 2016.0.315[10].
- Jeune femme assise, terre cuite. Inv. 2016.0.318[11].
- Pierrot, 1910, plâtre patiné. Inv. 2013.0.11[12].
- Ernest Marché, artiste peintre, 1933, marbre[13].

Lyon, musée des Beaux-Arts :
- Après la Faute, 1893, plâtre.
- Eurydice menée aux enfers par Mercure, dit aussi Orphée et Eurydice, 1897, bas-relief en plâtre.

Lyon :
- Statue du curé d’Ars, 1905, réalisé à l'occasion de la béatification de Jean-Baptiste Vianney. L’original en marbre, conservé dans une chapelle latérale nord de la primatiale Saint-Jean de Lyon. Reproduite à de nombreuses reprises, des exemplaires sont présents notamment à l'église Saint-Aubin de Vaux-sur-Aure, à la maison de retraite Sainte-Anne d'Auray de Châtillon, à l'église de Sainte-Adresse, à l'église paroissiale de Bellerive-sur-Allier, à l'église Sainte-Agathe de Grillon. Le pape Pie X en conservait une reproduction dans son bureau de travail et avait envoyé de chaleureuses félicitations à son auteur[4].

Localisation inconnue :
- Nègre blessé, 1887, étude, troisième médaille au Salon de Lyon, localisation inconnue.
- Le Partage du drapeau à Sedan entre les officiers du 22e régiment, 1889, groupe en plâtre, deuxième médaille au Salon de Lyon, localisation inconnue.
- Poème de la Femme, 1892, plâtre, inspiré du poème éponyme de Théophile Gautier dans son recueil Émaux et Camées[14], mention honorable au Salon des artistes français, médaille d'or au Salon de Lyon, localisation inconnue.
- Ève, 1892, achetée par la Ville de Lyon.
- Giotto enfant, 1894, statue, 80 × 130 × 55 cm. L'œuvre représente le peintre italien Giotto enfant, nu, agenouillé et dessinant au sol une tête de bouc. Le plâtre obtint le prix Chenavard en 1894 et fut présenté au Salon des artistes français de 1897. Le marbre est envoyé au Salon de 1898 avant d'être exposé à l'Exposition universelle de 1900. Le marbre est passé en vente chez Artcurial à le 21 octobre 2007, localisation inconnue[15].
- Adam et Ève, 1896, groupe en plâtre, exposé au Salon des artistes français, localisation inconnue.
- Le Christ enseignant, 1896-1898, statue en bronze réalisé par les anciens élèves du pensionnat du Sacré-Cœur, dont Vermare faisait partie, localisation inconnue.

Paris, Paris, École nationale supérieure des beaux-arts :
- Caïn après la mort d'Abel entend la malédiction de l'Éternel, 1898, plâtre.

- La Douleur d'Adam et Ève retrouvant le cadavre d'Abel, 1899, Paris, École nationale supérieure des beaux-arts.

Paris, musée d’Orsay :
- Suzanne, Salon de 1905, marbre. Le modèle en plâtre est conservé au Château-Musée de Nemours. Une édition en biscuit a été réalisée par la manufacture de Sèvres.
- Statue de Jeanne d’Arc, le marbre original a été exécuté pour l’église Saint-Louis-des-Français à Rome à l’occasion de la béatification de Jeanne d’Arc et approuvé par le pape Pie X. Ce modèle sera l’objet d’une fabrication industrielle et éditée en plâtre, en fonte ou en bronze par différents éditeurs ; elle est présente dans diverses lieux de culte dont l’église de Montbouy ou l’église d’Angles, l’église de Valras, l’église de Lachaux, l’Institut libre Saint-Pierre de Saint-Pé-de-Bigorre… En bronze, propriété de la commune d’Eu et exposée au musée Louis-Philippe de cette ville. En 1912, on installa devant le consulat de France à Montréal une Jeanne d’Arc, copie de la statue qu’il avait réalisée pour la ville de Domrémy-la-Pucelle en 1909.
- L'Éducation à la Vierge, église Saint-Eloi à Saint-M'Hervé.
- Pierrot, 1910, marbre à Paris au musée du Petit Palais et au Musée national des beaux-arts du Québec[16].

André Vermare est également l'auteur de petits bronzes d'édition, dont Jeune Homme (35 cm), Tête masculine (31 cm), Pierrot déclamant[réf. nécessaire], ou des biscuits édités par la manufacture de Sèvres (Jeune fille au bouc).

### Œuvres monumentales

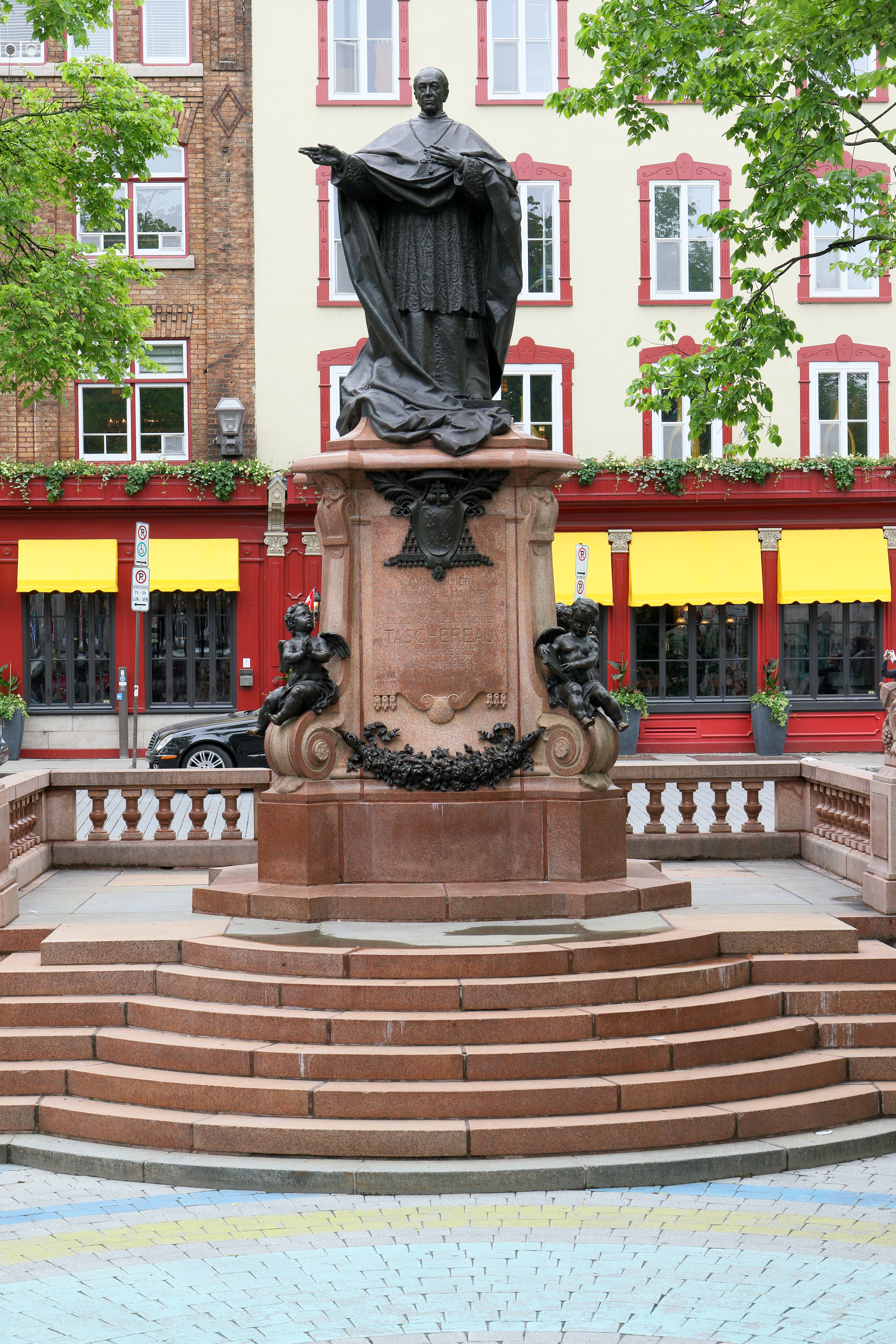
Monument au cardinal Elzéar-Alexandre Taschereau (1923), Québec, place de l'Hôtel-de-Ville.

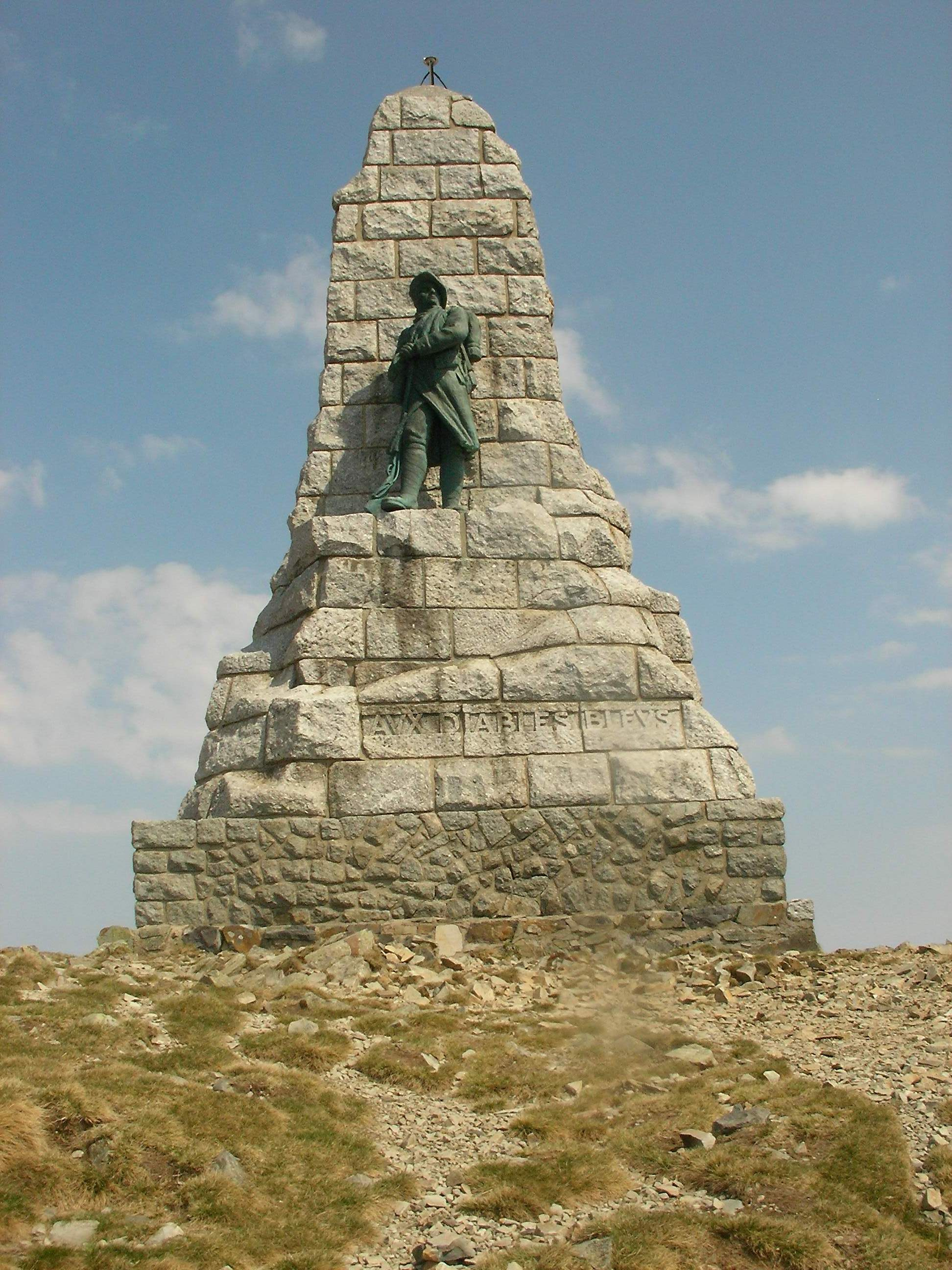
Monument aux diables bleus (1927), ballon de Guebwiller.

- Monument à Sadi Carnot, 1895, fondu par Denonvilliers, Saint-Chamond. Commandé par le conseil municipal de Saint-Chamond après l'assassinat du président, le monument est inauguré le 3 novembre 1895. Situé dans le parc de l'hôtel de ville, il représente le président défunt en buste, surplombant deux figures, allégories de l'Industrie. La première, une femme tendant une branche de laurier vers le buste, a derrière elle son outil de travail, un métier à lacet[17]. La seconde figure, un jeune garçon assis, évoque avec ses outils l'autre grande industrie régionale, la métallurgie.
- Monument des combattants 1870-1871, Saint-Étienne, sélection sur concours du projet Alerte de Vermare et Varinard des Côtes en 1897, inauguré le 29 mai 1898 en présence du président de la République Félix Faure. Il représente une femme ailée, la Patrie, qui se tient au-dessus du corps d'un soldat affalé sur un canon.

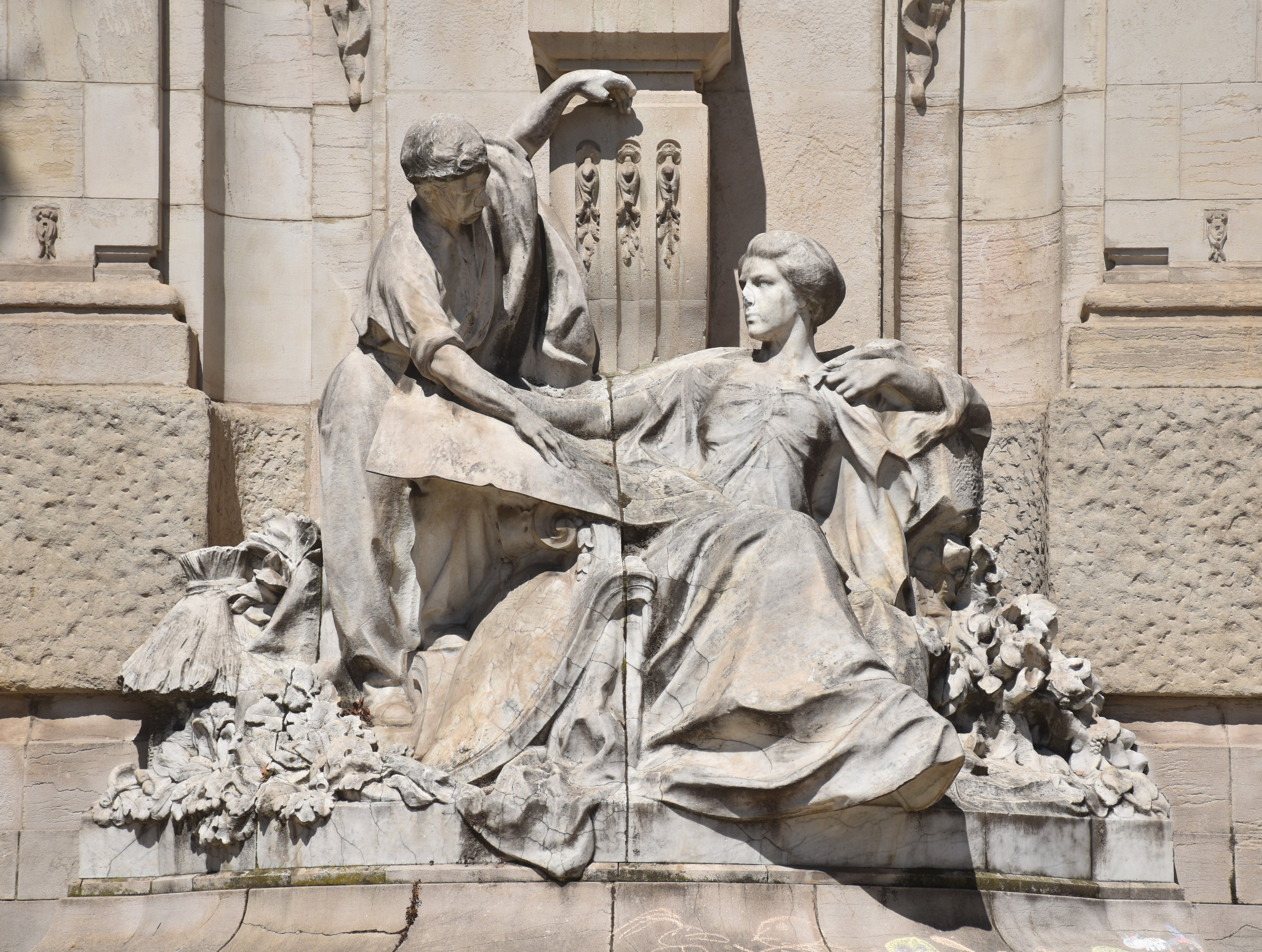
La Ville de Lyon étudiant les projets d’embellissement de la cité, groupe du Monument au docteur Gailleton (1913)

- La Ville de Lyon étudiant les projets d’embellissement de la cité, groupe du Monument au docteur Gailleton (1913)Monument au docteur Gailleton, maire de Lyon (1881-1900), place Gailleton à Lyon. Il fut érigé par les architectes Lucas et Marion en 1913, avec un bas-relief d’André Vermare[18].
- Monument au cardinal Elzéar-Alexandre Taschereau, 1923, en collaboration avec l’architecte Maxime Roisin, Québec, place de l'Hôtel-de-Ville. Élevé en 1923 à la mémoire l'archevêque de Québec en 1871, puis premier cardinal canadien en 1886[19]. Taschereau est habillé d'un rochet et porte une grande chape ; trois bas reliefs représentent des épisodes de sa vie.
- Monument aux diables bleus (1914-1918), 1927, Grand Ballon de Guebwiller. « Diables bleus » est le surnom donné aux valeureux chasseurs alpins ayant participé aux combats acharnés de la montagne vosgienne. Envoyé à la fonte par l'occupant allemand en 1940, il fut restitué en 1960. Il est composé d'une pyramide de granite rouge des Vosges sur laquelle se tient un soldat alpin en bronze.
- Monument à Brillat-Savarin, 1927, Belley, envoyé à la fonte dans le cadre de la mobilisation des métaux non ferreux sous le régime de Vichy, restitué à partir du plâtre original en 1948. Il représente le gastronome belleysan avec l'inscription « A BRILLAT-SAVARIN / AUTEUR DE LA PHYSIOLOGIE DU GOUT / 1755–1826 / CONVIER QUELQU’UN C’EST SE CHARGER DE SON BONHEUR PENDANT TOUT LE TEMPS QU'IL EST SOUS NOTRE TOIT ».

Vermare réalisa plusieurs monuments aux morts de la Première Guerre mondiale en Bretagne dans les années 1920.

### Œuvres décoratives
- Le Rhône et la Saône, Salon de 1902, haut-relief en plâtre patiné. Le marbre, exécuté en 1905, est installé devant l'escalier du palais du Commerce de Lyon en 1907[20]. La maquette originale en plâtre du groupe au tiers et le moulage grandeur nature de la tête du Rhône sont conservés à Poitiers au musée Sainte-Croix. Le Rhône est représenté par un homme nu nageant vigoureusement, tandis que la Saône est figurée par une femme nue qui frôle de sa main le Rhône avec douceur.
- Décorations, vers 1908-1909, bas-reliefs en pierre, façade du 3,rue Cassini à Paris[21].

Vermare intervient aussi dans la décoration de nombreuses églises françaises, notamment celles de Saugnacq-et-Muret, Sail-sous-Couzan, Sail-sous-Couzan, Réauville ou l’église paroissiale Saint-Julien du Havre.

Le Rhône et la Saône (1905), Lyon, palais de la Bourse.
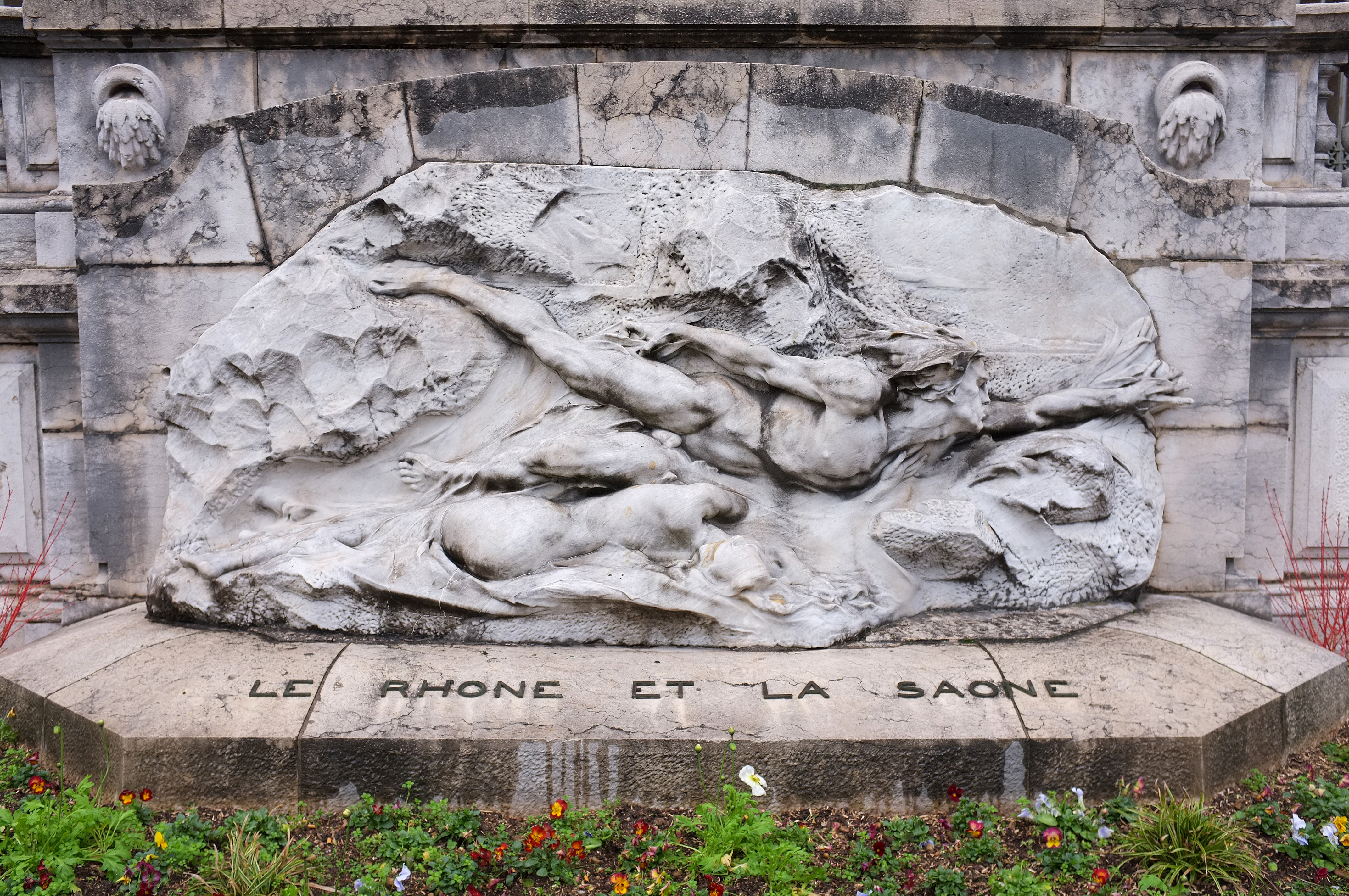
Vue d'ensemble.
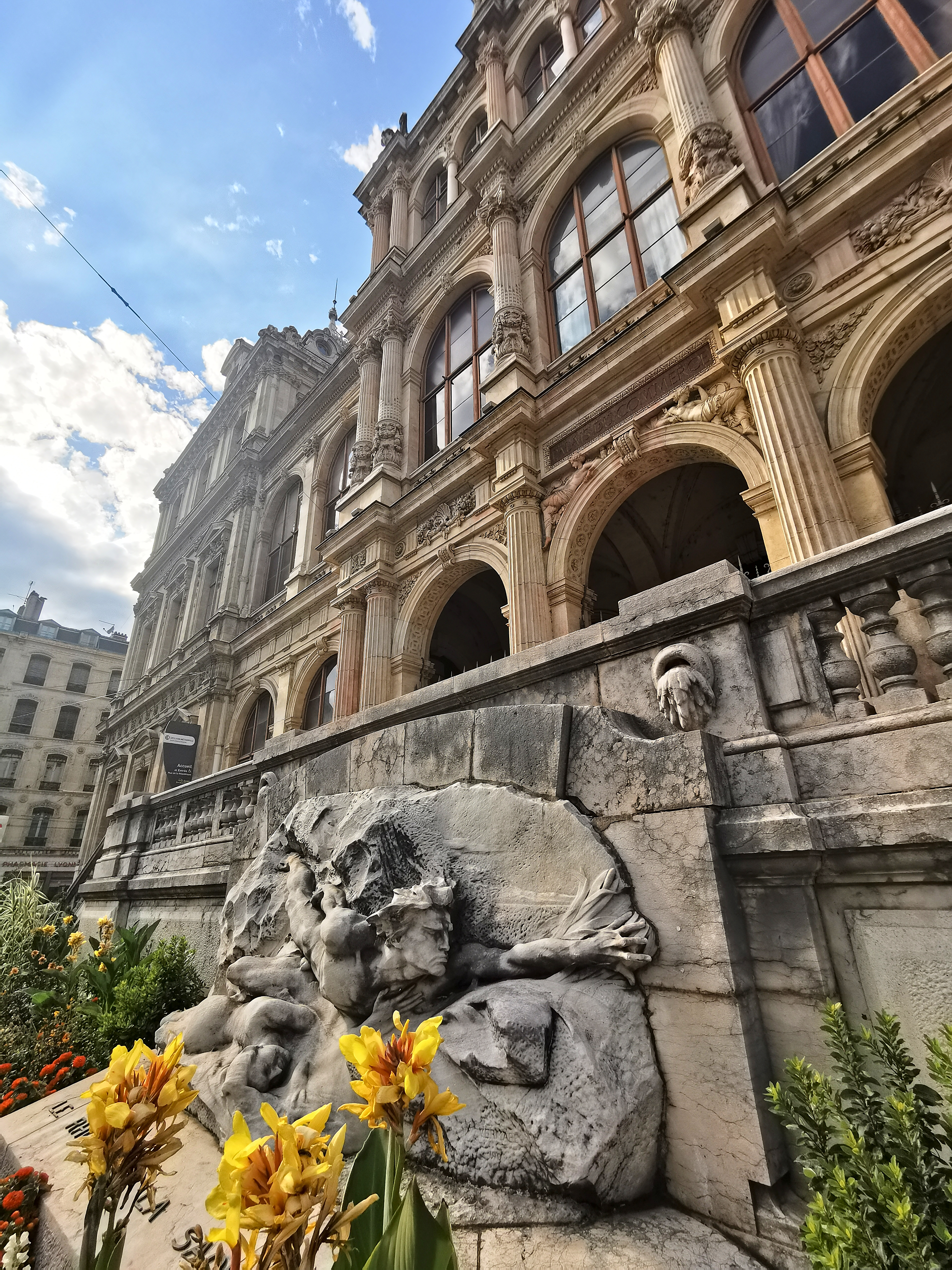
Vue latérale avec le palais de la Bourse en arrière-plan.
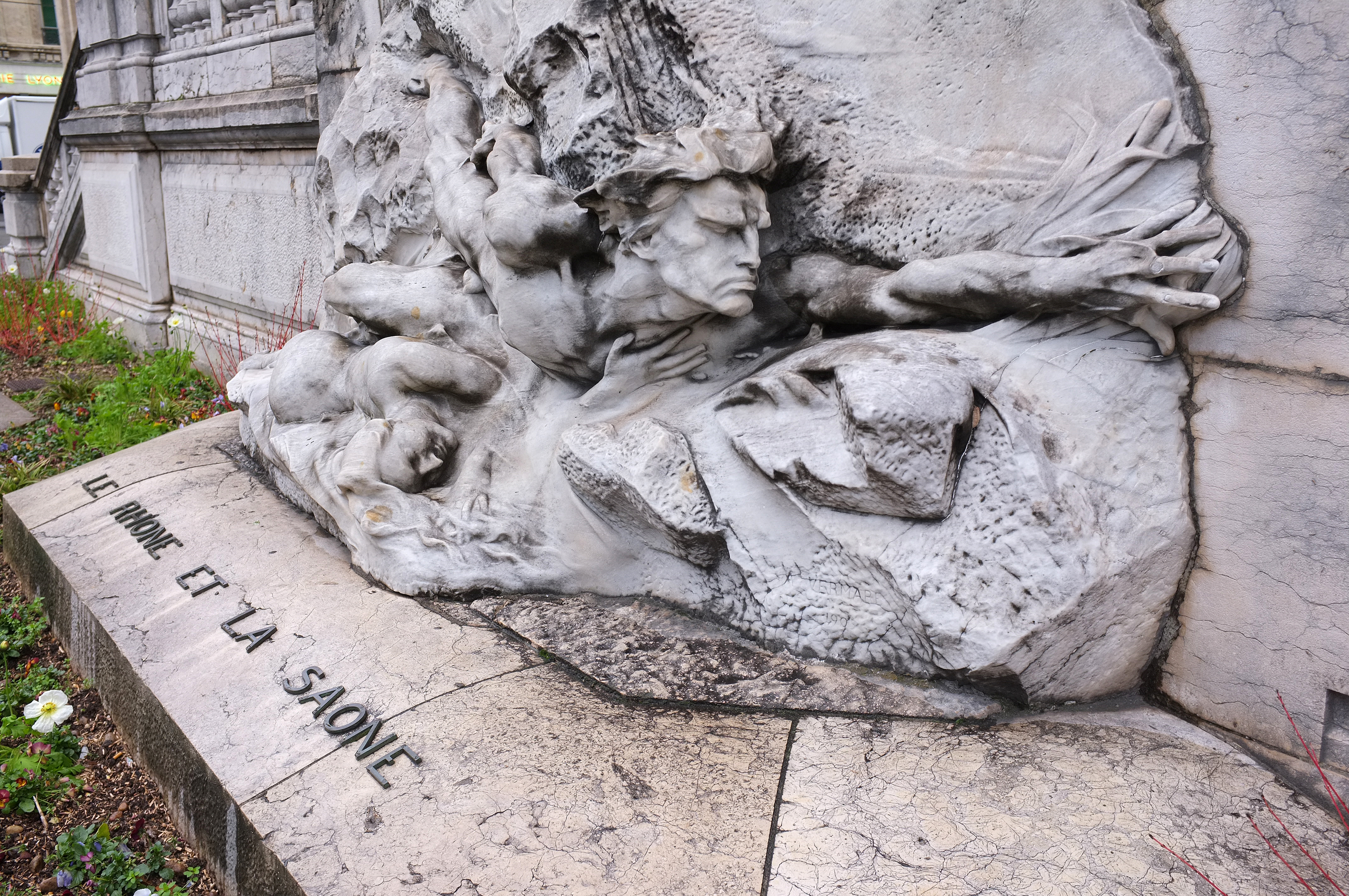
Détail.

### Portraits

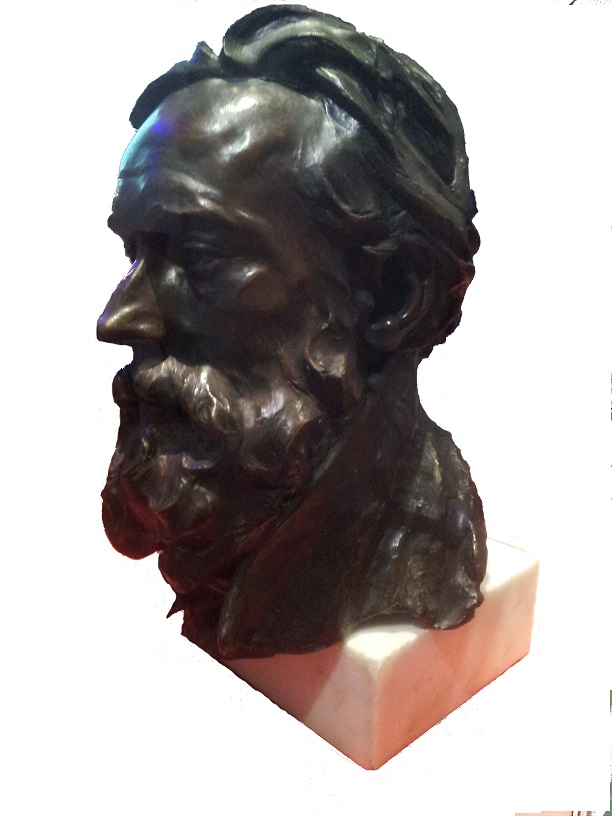
Buste de Tony Garnier (1900), Lyon, musée urbain Tony-Garnier.

Vermare réalise de nombreux portraits au cours de sa vie, comme objets d'étude ; il représente notamment son père, sa mère et son frère, ainsi que des poètes Xavier Privas et Charles Ténib, des peintres Victor Tardieu et Louis Huvey, de Mme J. de B., du pasteur Buisson, de M. A.L, de Monsieur X ou encore de Jean de Tournes.
- Buste de Tony Garnier, 1900, bronze, 39 × 27 × 24 cm, légué en 1999, Lyon, musée urbain Tony-Garnier.
- Buste d’Ampère, musée des Beaux-Arts de Lyon. En août 1906, l'Association pour l'avancement des sciences fonda un comité afin d'ériger un monument à la mémoire d'Ampère à Poleymieux-au-Mont-d'Or et en confia la réalisation à André Vermare. La maquette grandeur nature fut exposée à Paris au Salon de 1909. L'œuvre fut terminée en 1912 et inaugurée le 3 juillet 1921. Elle fut sauvée de la destruction, durant l'occupation allemande, grâce à l'initiative du maire de Poleymieux : le bronze fut déposé et dissimulé dans l'une des granges de la Maison Ampère, puis remis en place le 3 avril 1945[22].
- Buste de Mme Monclerc, Valenciennes.

## Iconographie
- François Antoine Vizzavona, Le sculpteur André César Vermare (1869-1949), 1899, négatif monochrome sur support verre, Charenton-le-Pont, Médiathèque du patrimoine et de la photographie[23].